# Торстейн Рыжий
Торстейн Рыжий (примерно 850 — 875/890) — предводитель викингов в Шотландии, неоднократно упоминающийся в родовых сагах как предок многих знатных персонажей.

## Биография
Отцом Торстейна Рыжего был Олав Белый, лидер викингов в Ирландии и Шотландии во второй половине IX века. Книга о заселении Исландии называет его Инглингом по мужской линии. Матерью Торстейна была Ауд Мудрая, дочь Кетиля Плосконосого, короля Мэна и Островов.
После гибели отца в Ирландии Торстейн и его мать перебрались на Гебридские острова. Торстейн стал «конунгом-воителем» и заключил союз с ярлом Сигурдом Могучим. Вместе они завоевали Росс, Судрланд, Катанес, Меррхэви и обложили данью половину Шотландии. Торстейн стал конунгом этой страны, но, когда шотландцы восстали, погиб в сражении. Узнав об этом, его мать с внуками отправилась в Исландию.
Торстейн Рыжий был женат на Турид, дочери Эйвинда Норвежца. В этом браке родились один сын, Олав Фейлан, и шесть дочерей: Гроа, Алов, Оск, Торхильд, Торгерд и Вигдис. Гроа вышла замуж на Оркнейских островах за Дунгада, ярла из Катанеса, и её дочь Грелёд стала женой Торфинна Кроителя Черепов. Алов была выдана замуж на Фарерских островах, и её потомками стали люди с Гати. Остальные дочери Торстейна нашли мужей в Исландии: Оск стала женой Халльстейна Годи и Торольва Бородача с Мостра, Торхильд — женой Эйстейна Вонючки, Торгерд — женой Колля из Долин, Вигдис — женой Усатого Грима. Потомками Торстейна Рыжего саги называют многих исландских хёвдингов.